# Georges Bousquet
 (février 2017).
Si vous disposez d'ouvrages ou d'articles de référence ou si vous connaissez des sites web de qualité traitant du thème abordé ici, merci de compléter l'article en donnant les références utiles à sa vérifiabilité et en les liant à la section « Notes et références ».
Pour les articles homonymes, voir Bousquet.
Georges Bousquet, né Ange Georges Jacques Bousquet  à Perpignan (Pyrénées-Orientales) le 12 mars 1818 et mort à  Saint-Cloud (Seine) le 15 juin 1854 est un chef d'orchestre, compositeur et critique musical français.

## Biographie

### Jeunesse et Prix de Rome
Issu d’une famille modeste de la cité roussillonnaise Ange Georges dit « Georges Bousquet » est initié très tôt à la musique grâce à un père mélomane et chanteur amateur. Dès l’âge de sept ans, il tient « assez proprement un violon et un archet dans mes mains. » Doué aussi d’une très jolie voix, il intègre la maîtrise de la cathédrale de la ville dans laquelle « il s’égosille au lutrin pendant deux ans. »
Par la suite, il poursuit ses études au collège tout en continuant à jouer du violon dès que le loisir lui en est donné. Bonne élève, la perspective d’intégrer l’École polytechnique lui est offerte, mais son choix va vers le Conservatoire, afin de devenir violoniste. À 15 ans, en juillet 1833, à peine âgé de 15 ans, il profite du départ de son frère ainé de Perpignan pour aller s’installer lui aussi à Paris.
Soucieux de ne pas être une charge pour sa famille, il commence à jouer dans des orchestres, d’abord à celui du Jardin Turc, puis celui du Théâtre italien où il est recommandé par un certain Vidal, chef d’orchestre qui l’avait entendu lors d’une visite à Perpignan.

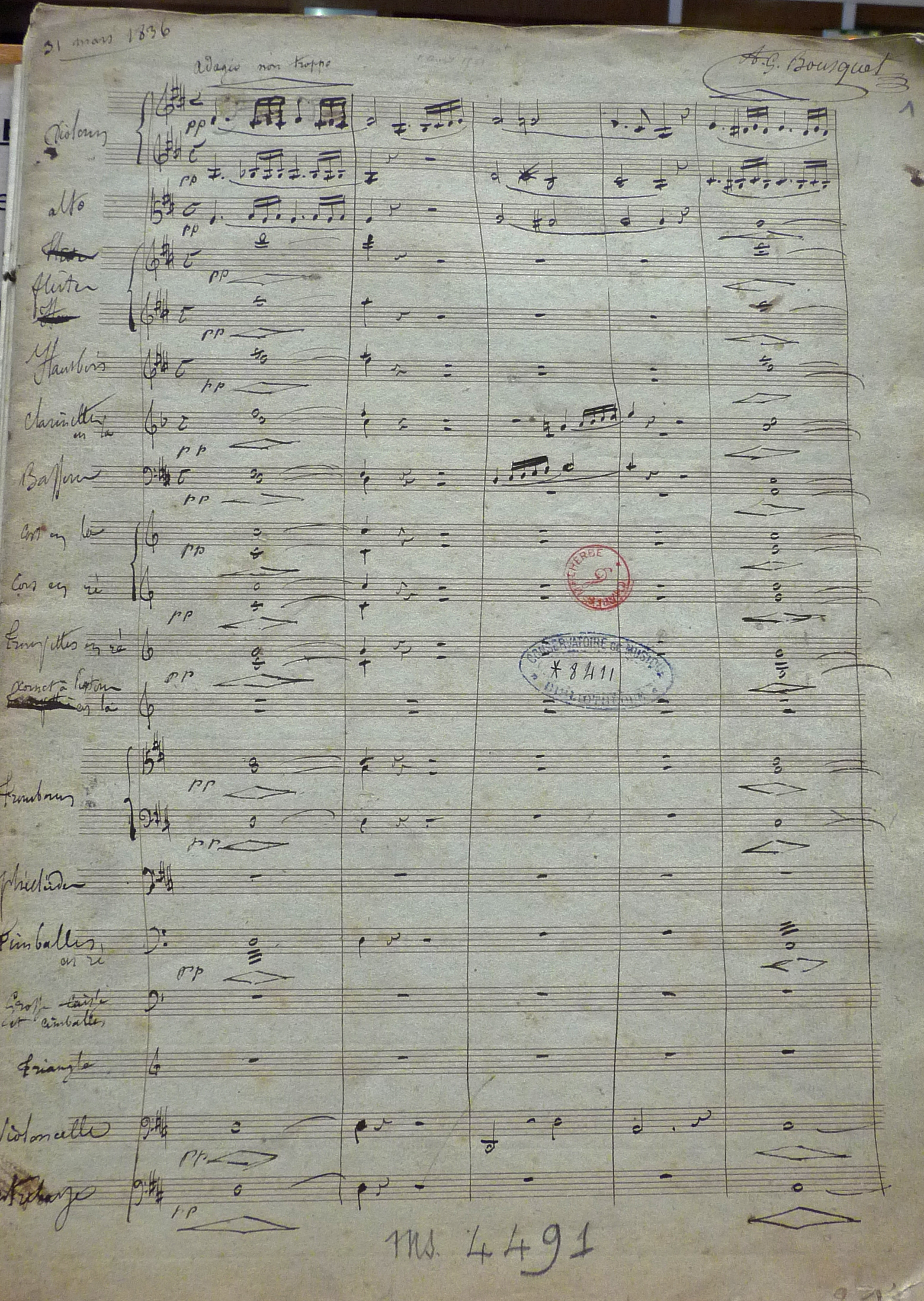
Conducteur manuscrit de l'Ouverture pour orchestre symphonique composée en 1836 par Georges Bousquet.

L’année suivante, il est admis au conservatoire dans la classe de violon de Joseph Clavel. Faute de s’entendre avec son professeur, ou comme il dit lui-même, « que mes dispositions pour le violon ne fussent pas aussi brillantes que l’on avait cru », il se retrouve en difficulté après un examen, ne sauvant sa place au conservatoire que grâce à la bienveillance du même Vidal. Il décide cependant peu après de changer d’orientation et commence des études d’écriture auprès d’Antoine Elwart et Aimé Leborne, avant d’intégrer fin 1837 la classe de haute composition de Henri-Montan Berton.
Quelques mois plus tard, ses maîtres l’estiment apte à se présenter au concours de composition de l’académie des beaux-arts pour l’obtention du grand prix de Rome de composition musicale 1838. « 7 avril, mise en loge pour le concours de Rome avec un sujet contemporain : La Vendetta. Le 2 juin, Georges Bousquet remporte le 1er prix. »
Officiellement récompensé le 2 octobre, lors de la cérémonie où son œuvre « La Vendetta » est jouée pour la première fois en public, il se met en route pour l’Italie en décembre, non sans être entretemps retourné travailler comme violoniste au Théâtre italien, passant du pupitre des seconds à celui des premiers violons.

### Italie et Allemagne

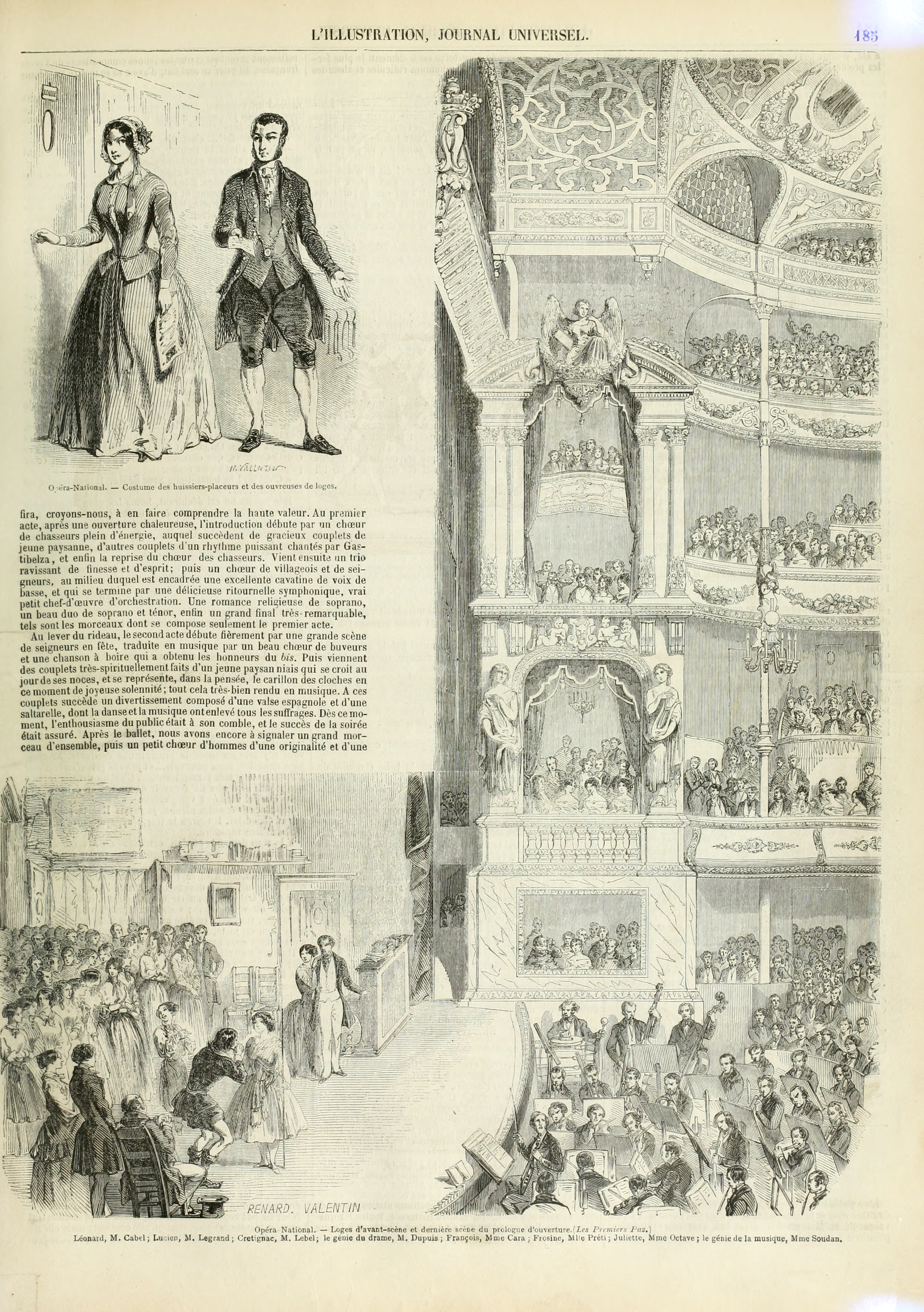
Georges Bousquet dirigeant "Les Premiers Pas", prologue d'ouverture, ouvrage collectif de Carafa, Auber, Halevy et Adolphe Adam lors de la soirée d'inauguration de l'Opéra National à Paris le 15 novembre 1847. In L'illustration no 247 du 20 novembre 1847 page 185

Durant son séjour romain à la Villa Médicis, il compose pour l’église Saint-Louis-des-Français de Rome, une première messe à capella pour la fête du roi de France, le 1er 1839, puis un miserere à huit voix d’hommes et une seconde messe en 1840. Il noue également au printemps 1840 des liens d’amitié déterminants avec Fanny Mendelssohn, épouse du peintre et graveur Wilhelm Hensel qui réalisera un portrait du compositeur en compagnie de Charles Gounod et du peintre Charles Dugasseau.
À l’issue de son séjour en Italie, il part pour Vienne, puis Berlin et Dresde. À Berlin, il retrouve Fanny Mendelssohn mais fait aussi la connaissance de son frère Felix Mendelssohn sous les conseils duquel il écrit en l’espace de trois semaines, le troisième et dernier quatuor d’une série commencée à Rome, continuée à Vérone, Vienne puis Berlin.

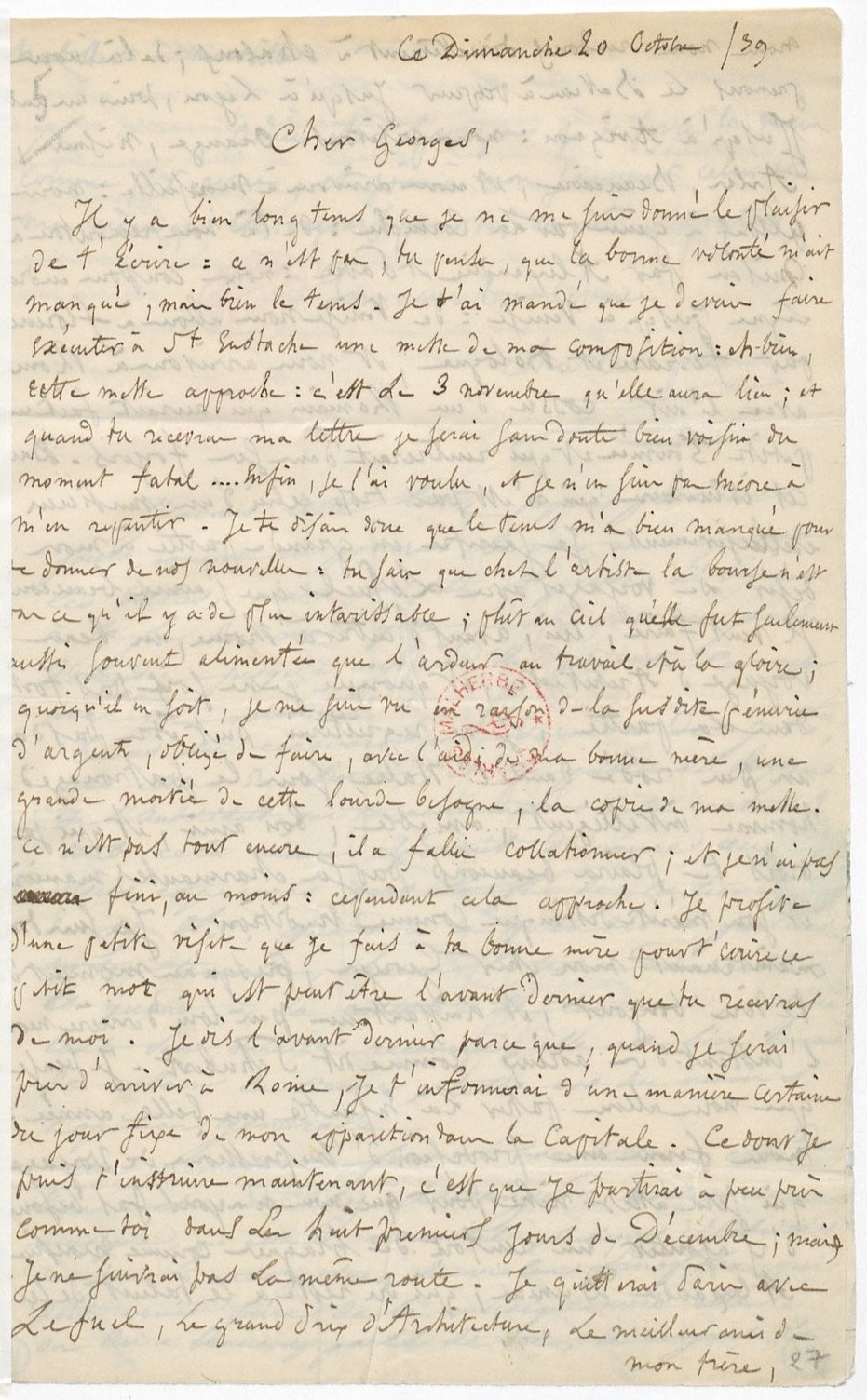
Lettre de Ch. Gounod et de J. Bousquet à G. Bousquet, 20 octobre 1839.
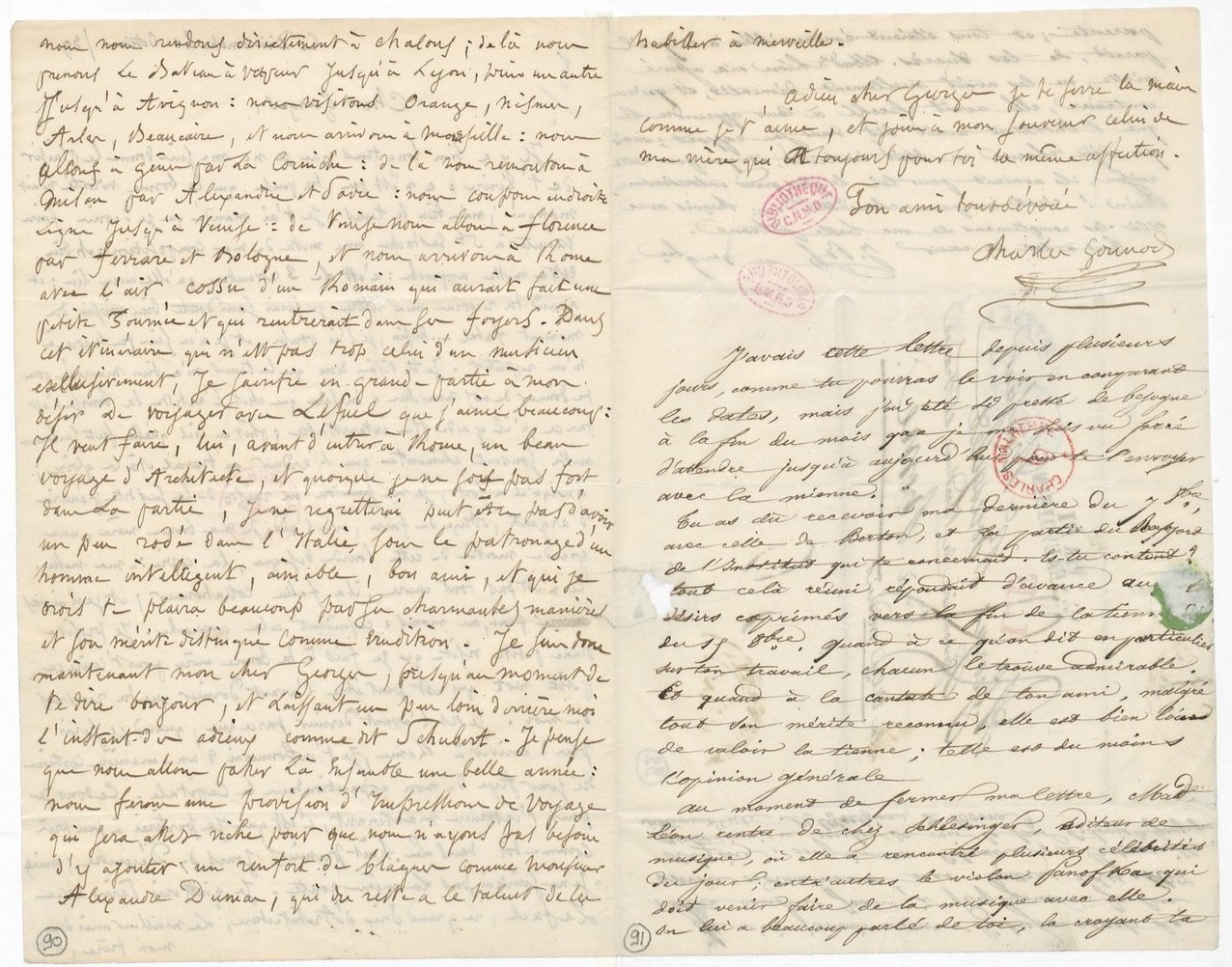
Idem, pages 2 et 3.
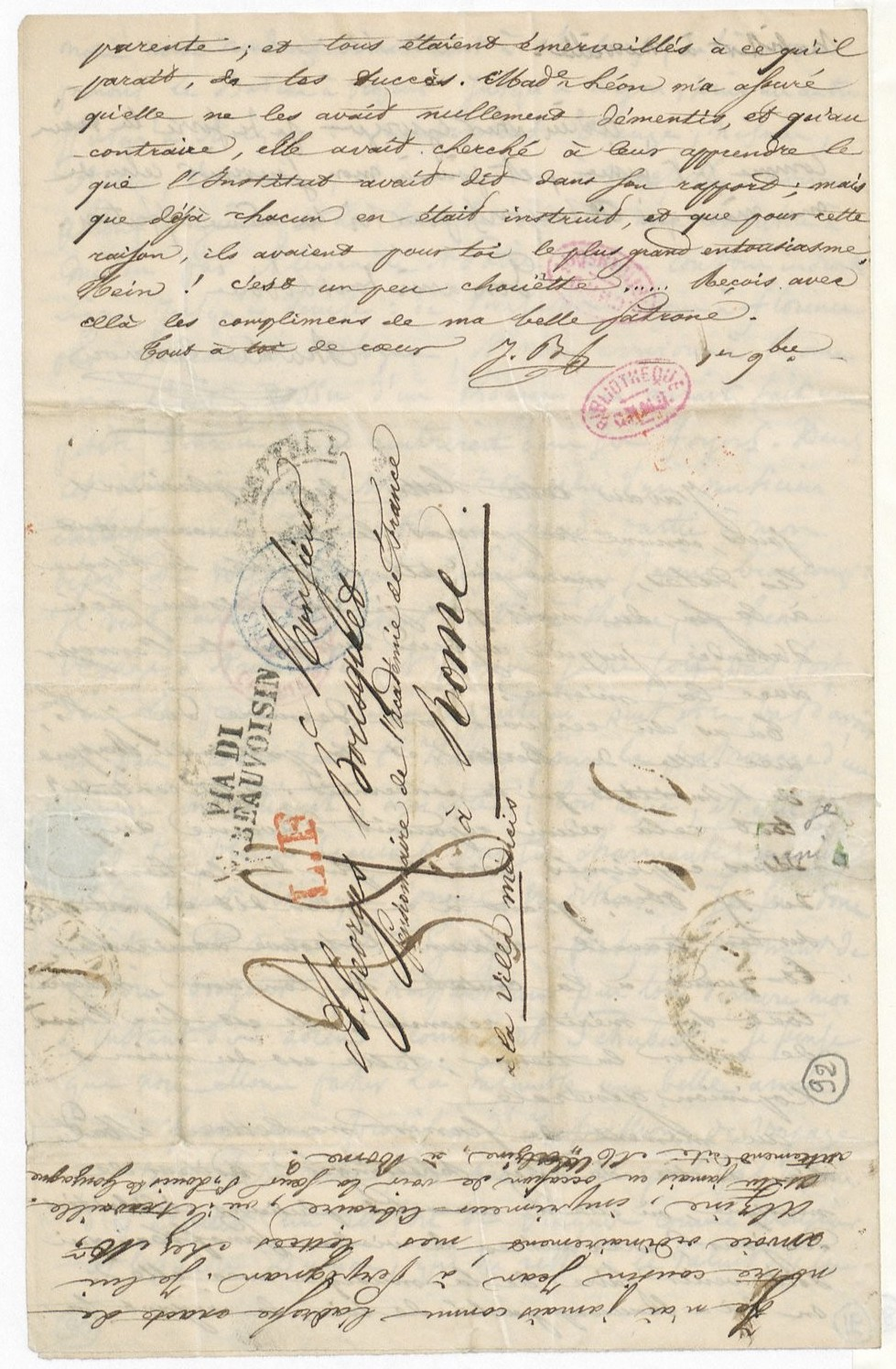
Idem, page 4.

### Paris, premier acte malheureux de la carrière d’un compositeur
Revenu à Paris à la fin de l’été 1841, il se marie le 16 octobre de la même année avec Sophie Vallès, une perpignanaise amie de sa famille, puis se met à la recherche d’un livret pour commencer sa carrière de compositeur lyrique. Dans l’attente de le trouver, il compose un quintette à cordes et un sextuor pour instruments à vent, et fait jouer une grande ouverture pour orchestre à la remise des prix du concours de l’académie de 1842.
C’est au printemps 1844 qu’est représenté son premier opéra, au conservatoire intitulé l’Hôtesse de Lyon. Grâce à cet essai, il obtient la possibilité d’écrire pour l’opéra-comique un nouvel opéra en un acte intitulé  Le Mousquetaire. Malheureusement, la pièce tombe au bout de trois représentations, cruelle désillusion pour le compositeur qui décide de renoncer à la carrière de compositeur lyrique.

### Critique musical et chef d’orchestre
Afin de subvenir à son existence et à celle de sa famille, Georges Bousquet revient à son premier métier d’instrumentiste, notamment en proposant ses services comme professeur de violon. Peu après, il accepte d’écrire quelques romances pour le journal l’Illustration qui paraissent durant l’année 1845. Du mois de mars 1846 jusqu’au mois de février, il est responsable d’un feuilleton musical dans le journal « Le Commerce ».

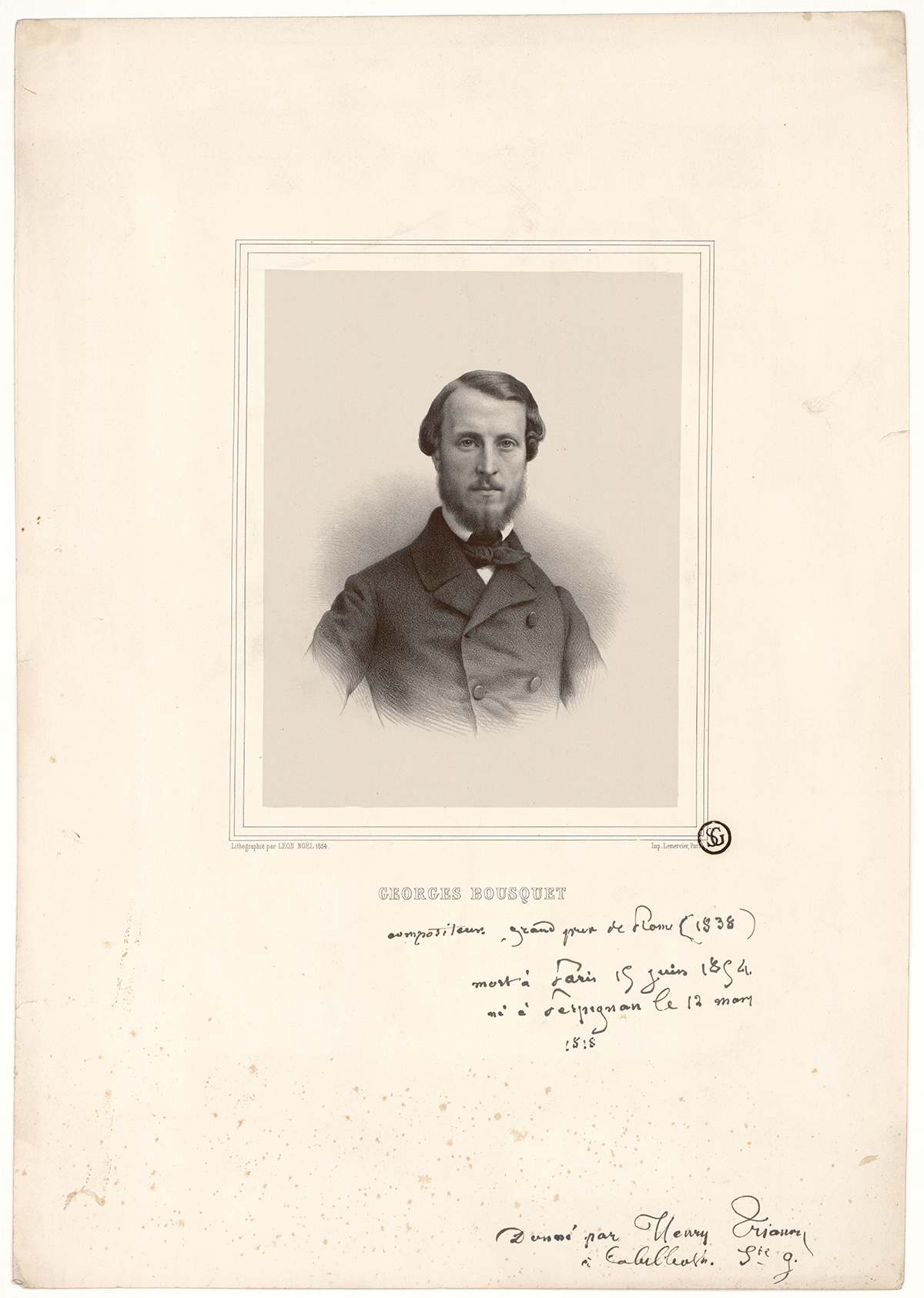
Georges Bousquet, chef d'orchestre, compositeur et critique musical (lithographie de 1854).

À cette même époque, il devient chef d’orchestre du Théâtre des Arts, troisième théâtre lyrique de Paris. Cette expérience de courte durée (interrompue par les évènements de février 1848) lui donne confiance dans son aptitude à la direction d’orchestre, ce qui lui permet d’être nommé ensuite à la tête de l’orchestre du Théâtre-Italien de Paris, poste qu’il occupe jusqu’à un changement de direction du théâtre en 1851. Malgré tout, sa réputation est faite, et jusqu’à la fin de sa vie, Georges Bousquet sera amené à diriger nombre de manifestations importantes, notamment pour l’association des artistes musiciens.
En parallèle, il écrit la chronique musicale de l’Illustration, et nombre d’articles pour la Revue et Gazette Musicale de Paris. De plus il devient vice-président de l’association des artistes musiciens et exerce différentes fonctions officielles : membre des jurys de concours de chant nationaux, de la commission des arts et édifices religieux (section musique), de la commission de surveillance pour l’enseignement du chant dans les écoles communales de Paris, du comité des études du conservatoire.

### Retour à la composition lyrique
Malgré toutes ses occupations, il ne résiste pas à la proposition que lui fait l’auteur Jules-Édouard Alboize de Pujol de mettre en musique un nouvel opéra intitulé Tabarin qui lui permet enfin de connaître le succès, à la fin de l’année 1852 et au début de l’année suivante. Dans la foulée, il compose deux nouveaux ouvrages, mais tombe malade de la phtisie et meurt le 15 juin 1854 à l’âge de 36 ans, laissant derrière lui une veuve et deux jeunes garçons. Ses deux derniers opéras resteront inédits.

## Œuvres

### Les œuvres instrumentales
| Titre                           | Date et création                                                                                          | Référence, édition                                                      |
| ------------------------------- | --- | ----------------------------------------------------------------------- |
| Ouverture pour orchestre        | Avril 1836, création supposée à la remise des Prix de l’académie des beaux-arts le 2 octobre 1842 à Paris | BNF Ms 4491 fond du conservatoire                                       |
| Quatuor à cordes no 1           | Fin 1840 et début 1841 à Rome et Vérone. Création à Vienne en mars-avril 1841                             | BNF Ms 4492 a, b, c, d                                                  |
| Quatuor à cordes no 2           | Vienne printemps 1841                                                                                     | BNF Parties de vl 1 et 2 manquantes                                     |
| Quatuor à cordes no 3           | Berlin juin 1841                                                                                          | Édité en 1852 par éditions Brandus, Paris Références BNF : Vm7 10.417   |
| Quintette à cordes no 1         | Paris avril 1842                                                                                          | BNF Ms 4490                                                             |
| Sextuor pour instruments à vent | Paris 1842                                                                                                | Mentionné dans la lettre autobiographique mais pas de source identifiée |

### Les œuvres religieuses
| Titre                                        | Date et création                                | Référence, édition                                                       |
| -------------------------------------------- | ----------------------------------------------- | ------------------------------------------------------------------------ |
| Messe no 1 « a capella »                     | Rome, église St Louis des Français 1er mai 1839 | Mentionnée dans la lettre autobiographique mais pas de source identifiée |
| Miserere à 8 voix d’hommes                   | Rome, église St Louis des Français              | Mentionnée dans la lettre autobiographique mais pas de source identifiée |
| Messe no 2 pour solistes, chœur et orchestre | Rome, église St Louis des Français 1er mai 1840 | Mentionnée dans la lettre autobiographique mais pas de source identifiée |

### Les œuvres lyriques
| Titre                                                               | Date et création                       | Librettiste                      | Référence, édition         |
| ------------------------------------------------------------------- | -------------------------------------- | -------------------------------- | -------------------------- |
| La Vendetta Scène lyrique du Prix de l’académie des Beaux-Arts 1838 | Paris 20 octobre 1838                  | Amédée comte de Pastoret         | Éditions Meissonnier Paris |
| Gli Evezi O Sia Acte II                                             | Naples-Rome 1840                       | Corado Toschenburgo              | BNF Ms 4493                |
| L’Hôtesse de Lyon Opéra en un acte                                  | Conservatoire de Paris 26 mai 1844     | M. Roger                         | Non localisé               |
| Le Mousquetaire Opéra en un acte                                    | Paris Opéra-comique 14 octobre 1844    | Achille et Armand Dartois        | Non localisé               |
| Tabarin Opéra-comique en 2 actes                                    | Paris Théâtre Lyrique 22 décembre 1852 | Jules Alboize de Pujol et Andrel | Paris, Alex Grus éditeur   |
| ? Opéra en trois actes                                              | Inédit 1853-54                         | Jules Alboize de Pujol           | Non localisé               |
| ? Opéra en 4 actes                                                  | Inédit 1853-54                         | Henri Trianon                    | Non localisé               |